# Ctenochira validicornis
Ctenochira validicornis là một loài tò vò trong họ Ichneumonidae.